# Armenteros (kommunhuvudort)
Armenteros är en kommunhuvudort i Spanien.   Den ligger i provinsen Provincia de Salamanca och regionen Kastilien och Leon, i den centrala delen av landet, 150 km väster om huvudstaden Madrid. Armenteros ligger 1 056 meter över havet och antalet invånare är 305.
Terrängen runt Armenteros är platt norrut, men söderut är den kuperad. Runt Armenteros är det glesbefolkat, med 9 invånare per kvadratkilometer. Närmaste större samhälle är Guijuelo, 19,2 km väster om Armenteros. Trakten runt Armenteros består i huvudsak av gräsmarker.